# IC 729
IC 729 ist eine linsenförmige Galaxie vom Hubble-Typ S0 im Sternbild Großer Bär am Nordsternhimmel. Sie ist schätzungsweise 418 Millionen Lichtjahre von der Milchstraße entfernt und hat einen Durchmesser von etwa 100.000 Lichtjahren.

Im selben Himmelsareal befinden sich u. a. die Galaxien NGC 3855, NGC 3878, IC 2952, IC 2958.
Das Objekt wurde am 12. März 1891 vom österreichischen Astronomen Rudolf Spitaler entdeckt.